# Classe Arrogant (incrociatore)
La classe Arrogant fu una classe di quattro incrociatori protetti costruiti per la Royal Navy alla fine degli anni '90 del XIX secolo. Una delle navi, la HMS Gladiator, fu persa nel 1908 a causa di una collisione con un mercantile. La HMS Vindictive fu attiva durante la prima guerra mondiale, prendendo parte nell'aprile 1918 al raid di Zeebrugge, prima di essere autoaffondata come blockship nel maggio dello stesso anno durante il secondo raid di Ostenda.

## Progetto
Il programma navale della Royal Navy per il 1895–96 includeva risorse per quattro incrociatori protetti di seconda classe.[nota 1] Mentre la maggior parte degli incrociatori contemporanei della Royal Navy erano stati progettati per proteggere i commerci marittimi, la classe Arrogant fu progettata per operare con la flotta da battaglia, eliminando le navi nemiche immobilizzate speronandole. Erano infatti in origine definiti Fleet Rams, in italiano "arieti di flotta".
Per servire a questo scopo, il rostro di prua era più grande e più rinforzato del solito. Era supportato dal ponte protetto e dalla corazzatura laterale di 52 mm, che ricopriva tutta la parte prodiera della nave. Mentre lo spessore del ponte protetto era paragonabile a quello della classe Eclipse (38–76 mm), le Arrogant avevano una torre di comando molto più corazzata rispetto alle classi precedenti, con lastre da 230 mm pensate per resistere al fuoco nemico ravvicinato. Il progetto aveva uno scafo più corto, più largo e con timone ausiliario a prua di quello principale per migliorare la manovrabilità (raggio evolutivo di 350 m rispetto ai 590 m della classe Astraea, di lunghezza paragonabile).
Gli Arrogant furono i primi incrociatori di seconda classe britannici ad avere caldaie a tubi d'acqua. Avevano, infatti, 18 caldaie tipo Belleville che alimentavano due motori a vapore a triplice espansione, ognuno collegato ad un'elica, producendo una velocità massima di 19 nodi.
L'armamento principale delle navi era un misto di quattro cannoni da 152 mm e sei cannoni da 120 mm. L'armamento secondario consisteva in otto cannoni da 12 lb (76 mm) e in tre cannoni Hotchkiss da 47 mm, supportati da cinque mitragliatrici e tre tubi lanciasiluri da 450 mm. Gli Arrogant, come molti altri incrociatori protetti costruiti per la Royal Navy, furono spesso criticati dalla stampa contemporanea, come il Brassey's Naval Annual del 1896, che considerava l'armamento e la velocità delle navi "difficilmente soddisfacenti", con comparazioni poco favorevoli a incrociatori corazzati costruiti per l'esportazione e a navi al tempo in servizio in Francia e Germania. L'armamento delle navi fu aumentato tra il 1903 e il 1904 con il rimpiazzo dei precedenti cannoni primari con un armamento principale omogeneo di dieci cannoni da 152 mm.

## Storia operativa
Le quattro navi furono impostate negli arsenali di Devonport e Portsmouth tra il 1895 e il 1896, varate tra il 1896 e il 1897 e completate tra il 1898 e il 1900.
La HMS Gladiator ebbe una collisione il 25 aprile 1908 con il transatlantico americano SS Saint Paul durante una forte tempesta di neve davanti all'isola di Wight e conseguentemente affondò con la perdita di 27 uomini. Anche se fu recuperata nell'ottobre 1908, la nave si rivelò troppo costosa da riparare e fu quindi demolita.
L'HMS Arrogant divenne nel 1911 una nave appoggio per sommergibili, mentre l'HMS Furious fu disarmata nel 1912, ribattezzata HMS Forte nel 1915 e servì come pontone ancorato alla HMS Vernon (fregata di pietra, ovvero base terrestre).  L'HMS Vindictive servì come tender della HMS Vernon dal 1912 fino allo scoppio della prima guerra mondiale, quando tornò in servizio attivo. Nel 1918 il Vindictive fu convertito in una nave d'assalto per il raid di Zeebrugge del 23 aprile e in seguito fu autoaffondata come blockship il 10 maggio 1918 durante il secondo raid di Ostenda.

## Unità
| Nome       | Costruttore         | Impostazione    | Varo             | Entrata in servizio | Costo     | Destino finale                                                                           |
| ---------- | ------------------- | --------------- | ---------------- | ------------------- | --------- | ---------------------------------------------------------------------------------------- |
| Arrogant   | Devonport Dockyard  | 10 giugno 1895  | 26 maggio 1896   | 1898                | 278 878 £ | Venduta nel 1923                                                                         |
| Furious    | Devonport Dockyard  | 10 giugno 1895  | 3 dicembre 1896  | 1 luglio 1898       | 280 772 £ | Venduta nel 1923                                                                         |
| Gladiator  | Portsmouth Dockyard | 27 gennaio 1896 | 18 dicembre 1896 | Aprile 1899         | 287 642 £ | Affondata per una collisione il 25 aprile 1908, recuperata e demolita nello stesso anno. |
| Vindictive | Portsmouth Dockyard | 27 gennaio 1896 | 9 dicembre 1897  | 4 luglio 1900       | 290 458 £ | Autoaffondata come blockship il 10 maggio 1918                                           |